# Jova
Jova (en serbe cyrillique : Јова) est un village de Serbie situé sur le territoire de la Ville de Novi Pazar, district de Raška. Au recensement de 2011, il comptait 15 habitants.
En serbe, le nom jova signifie « l'aulne ».

## Démographie
| 1948 | 1953 | 1961 | 1971 | 1981 | 1991 | 2002 | 2011 |
| ---- | ---- | ---- | ---- | ---- | ---- | ---- | ---- |
| 151  | 149  | 162  | 153  | 77   | 36   | 21   | 15   |

|  |